# Нізес (Південна Кароліна)
Нізес (англ. Neeses) — місто (англ. town) в США, в окрузі Оранджберг штату Південна Кароліна. Населення — 320 осіб (2020).

## Географія
Нізес розташований за координатами 33°32′11″ пн. ш. 81°7′27″ зх. д. / 33.53639° пн. ш. 81.12417° зх. д. (33.536432, -81.124268).  За даними Бюро перепису населення США в 2010 році місто мало площу 4,54 км², уся площа — суходіл.

## Демографія
Згідно з переписом 2010 року, у місті мешкали 374 особи в 142 домогосподарствах у складі 104 родин. Густота населення становила 82 особи/км².  Було 165 помешкань (36/км²).
Расовий склад населення:
| - 76,2 % — білих - 20,1 % — чорних або афроамериканців - 0,8 % — азіатів - 0,5 % — корінних американців - 1,6 % — осіб інших рас |

До двох чи більше рас належало 0,8 %. Частка іспаномовних становила 1,6 % від усіх жителів.
За віковим діапазоном населення розподілялося таким чином: 27,0 % — особи молодші 18 років, 58,6 % — особи у віці 18—64 років, 14,4 % — особи у віці 65 років та старші. Медіана віку мешканця становила 37,3 року. На 100 осіб жіночої статі у місті припадало 92,8 чоловіків;  на 100 жінок у віці від 18 років та старших — 88,3 чоловіків також старших 18 років.
Середній дохід на одне домашнє господарство  становив 41 463 долари США (медіана — 42 708), а середній дохід на одну сім'ю — 54 290 доларів (медіана — 50 000). За межею бідності перебувало 18,8 % осіб, у тому числі 21,3 % дітей у віці до 18 років та 25,0 % осіб у віці 65 років та старших.
Цивільне працевлаштоване населення становило 119 осіб. Основні галузі зайнятості: освіта, охорона здоров'я та соціальна допомога — 22,7 %, роздрібна торгівля — 21,8 %, виробництво — 13,4 %, фінанси, страхування та нерухомість — 10,9 %.